# NBI Hantu
NBI Hantu (Hantu) је професионални рачунар, производ фирме NBI који је почео да се израђује у САД током 1975. године.
Користио је Intel 8008 као централни микропроцесор а RAM меморија рачунара Hantu је имала капацитет од до 16k. 

## Детаљни подаци
Детаљнији подаци о рачунару Hantu су дати у табели испод.
|                       |                                                                              |
| [ 1 ]                 |                                                                              |
| Произвођач            |                                                                              |
| Тип                   | професионални рачунар                                                        |
| Меморија              | до 16k                                                                       |
| Поријекло             | Сједињене Америчке Државе                                                    |
| Година                | 1975                                                                         |
| Тастатура             | Пуни помак тастера, професионална тастатура са два пада (нумерички и едит ?) |
| Процесор              | 8008                                                                         |
| Фреквенција процесора |                                                                              |
| RAM                   | до 16k                                                                       |
| ROM                   |                                                                              |
| Текст                 |                                                                              |
| Графика               |                                                                              |
| Боја                  |                                                                              |
| Звук                  | 3 гласа, 6 октава + 1 канал бијелог шума                                     |
| Димензије             |                                                                              |
| Портови               |                                                                              |
| Оперативни систем     |                                                                              |